# Sae Nakazawa
Pour les articles homonymes, voir Nakazawa.
Sae Nakazawa (中澤 さえ, Nakazawa Sae), née le 1er juin 1983 à Chōfu, est une judokate japonaise.

## Palmarès international en judo
| Championnats du monde | Championnats du monde | Championnats du monde |
| Année                 | Médaille              | Catégorie             |
| --------------------- | --------------------- | --------------------- |
| 2005                  | argent                | –78 kg                |
| 2007                  | argent                | –78 kg                |
| Jeux asiatiques       |                       |                       |
| Année                 | Médaille              | Catégorie             |
| 2006                  | or                    | –78 kg                |
| Championnats d'Asie   |                       |                       |
| Année                 | Médaille              | Catégorie             |
| 2005                  | or                    | –78 kg                |
| 2007                  | or                    | –78 kg                |